# XIII з'їзд КП(б)Г
XIII з'їзд КП(б)Г — з'їзд Комуністичної партії (більшовиків) Грузії, що відбувся 15–19 березня 1940 року в місті Тбілісі.

## Порядок денний з'їзду
1. Звіт ЦК КП(б)Г (доповідач Чарквіані Кандид Несторович);
2. Звіт Ревізійної комісії КП(б)Г (доповідач Гігаурі-Чарквіані Ніна Іванівна);
3. Вибори керівних органів КП(б)Г.

## Керівні органи партії
Обрано Центральний комітет у складі 65 членів і 23 кандидатів у члени ЦК, Ревізійну комісію у складі 11 чоловік.

### Члени Центрального комітету
- Андгуладзе Григорій Йосипович
- Базандарашвілі Софія Георгіївна
- Байдашвілі Микола Степанович
- Бакрадзе Валеріан Мінайович
- Барамія Михайло Іванович
- Барігян Карл Ісаакович
- Берішвілі Костянтин Олексійович
- Берія Лаврентій Павлович
- Бечвая Кирило Георгійович
- Габунія Никандр Варфоломійович
- Гецадзе М.Ф.
- Гордезіані Георгій Михайлович
- Гочашвілі Георгій Олександрович
- Григорян Ваган Григорович
- Дарашвілі Георгій Султанович
- Джаші Макар Іванович
- Джорбенадзе Антон Васильович
- Доронін О.Я.
- Жоржоліані Давид Лазарович
- Ішханов Сергій Мартинович
- Карчава Григорій Зосимович
- Кварацхелія Мойсей Мурзайович
- Квачадзе Олександр Хомич
- Квірквелія Рафаел Артемович
- Кікнадзе Георгій Іванович
- Кочламазашвілі Йосип Дмитрович
- Курашвілі Віссаріон Ясонович
- Лоладзе Вахтанг Олександрович
- Мазанашвілі Етері Миколаївна
- Махарадзе Пилип Ієсейович
- Мгеладзе Акакій Іванович
- Мірцхулава Олександр Йорданович
- Міханашвілі Григорій Ілліч
- Нарсія Григорій Овсійович
- Нуцубідзе Шалва Дмитрович
- Рапава Авксентій Нарикієвич
- Рухадзе Лонгіноз Олександрович
- Саладзе Володимир Єремійович
- Саркісов Микола Петрович
- Сванадзе Йосип Іванович
- Сірунян А.Т.
- Сталін Йосип Віссаріонович
- Стуруа Георгій Федорович
- Тавадзе Ілля Кайсарович
- Талахадзе Іларіон Іларіонович
- Твалчрелідзе Георгій Григорович
- Топурідзе Олександр Єпифанович
- Тюленєв Іван Володимирович
- Хатіашвілі Валеріан Олексійович
- Хоштарія Семен Георгійович
- Худжадзе Олександр Спиридонович
- Цимакурідзе Кіндрат Сократович
- Цирекідзе Давид Захарович
- Цховребашвілі Володимир Гедеванович
- Чарквіані Кандид Несторович
- Чачибая Григорій Дутуйович
- Челідзе Семен Мойсейович
- Черкезія Євтихій Іларіонович
- Чичинадзе Давид Олексійович
- Чичинадзе Костянтин Георгійович
- Чубінідзе Мирон Дмитрович
- Чхетіані Панас Леванович
- Чхубіанішвілі Захарій Миколайович
- Шамугія Іван Миколайович
- Шерозія Калістрат Нестерович

### Кандидати у члени Центрального комітету
- Бежанов Х.М.
- Бондарєв Андрій Іванович
- Вартазаров В.Т.
- Давітая Ш.Т.
- Давліанідзе С.С.
- Данелян Гайк Аркадійович
- Двалі Іван Луарсабович
- Делба Михайло Костянтинович
- Дзідзігурі Варлам Михайлович
- Какучая Варлам Олексійович
- Кірвалідзе Георгій Васильович
- Кіріаков Георгій Ксенофонтович
- Коберідзе О.Я.
- Кокая Григорій Нестерович
- Кочлавашвілі Олександр Іванович
- Лекішвілі Іван Іларіонович
- Людвігов Борис Олександрович
- Ростомашвілі Т.Г.
- Рухадзе Микола Максимович
- Сахарулідзе В.В.
- Футкарадзе Ісмаїл Хасанович
- Хубаєв Володимир Іванович
- Чануквадзе Шота Іларіонович

### Члени Ревізійної комісії
- Буадзе Сергій Ілліч
- Вацек Іван Прокопович
- Гігаурі-Чарквіані Ніна Іванівна
- Гугучія Олександр Іларіонович
- Джвебенава Юхим Дмитрович
- Дубовський Федір Андрійович
- Єлісабедашвілі Георгій Іванович
- Квлівідзе О.С.
- Колесников М.Є.
- Майсурадзе Шалва Григорович
- Таргамадзе Костянтин Михайлович